# Пегая трясогузка
Пегая трясогузка, или пегая африканская трясогузка (лат. Motacilla aguimp), — вид птиц из семейства трясогузковых.
Длина тела 19—20,5 см, длина крыла 84-102 мм, длина хвоста 83-93 мм. Большая часть верхней части тела чёрного цвета, длинная и широкая полумесяцем «бровь», а также подбородок и горло белого цвета. Брюхо и большая часть перьев на крыльях белого цвета.

## Ареал
Обитает исключительно в странах Африки южнее Сахары (Ангола, Бенин, Ботсвана, Буркина-Фасо, Бурунди, Центральноафриканская Республика, Чад, Республика Конго, Демократическая Республика Конго, Кот-д'Ивуар, Египет, Экваториальная Гвинея, Эритрея, Габон, Гамбия, Гана, Гвинея, Гвинея-Бисау, Кения, Лесото, Либерия, Малави, Мали, Мавритания, Мозамбик, Намибия, Нигер, Нигерия, Руанда, Сенегал, Сьерра-Леоне, Сомали, Судан, Свазиленд, Танзания, Того, Уганда, Замбия и Зимбабве).
Оседлая птица. Часто селится вблизи поселений человека на высоте до 2500—3000 метров над уровнем моря. Основу питания составляют насекомые и головастики.